# Chemin de fer de Galicie
 (avril 2023).
Si vous disposez d'ouvrages ou d'articles de référence ou si vous connaissez des sites web de qualité traitant du thème abordé ici, merci de compléter l'article en donnant les références utiles à sa vérifiabilité et en les liant à la section « Notes et références ».
Le Chemin de fer de Galicie (allemand : Galizische Carl Ludwig-Bahn ; ukrainien : Галицька залізниця імені Карла Людвіга) connu sous l'acronyme CLB, ou chemin de fer de Karl-Ludwig était une entreprise ferroviaire du royaume de Galicie et de Lodomérie de l'empire d'Autriche créée en 1858 pour relier entre elles les provinces autrichiennes de Galicie et la Russie.

## Historique
Elle est créée en 1858 par autorisation de François-Joseph Ier et dirigée par Sapieha.
Elle se composait du tronçon 

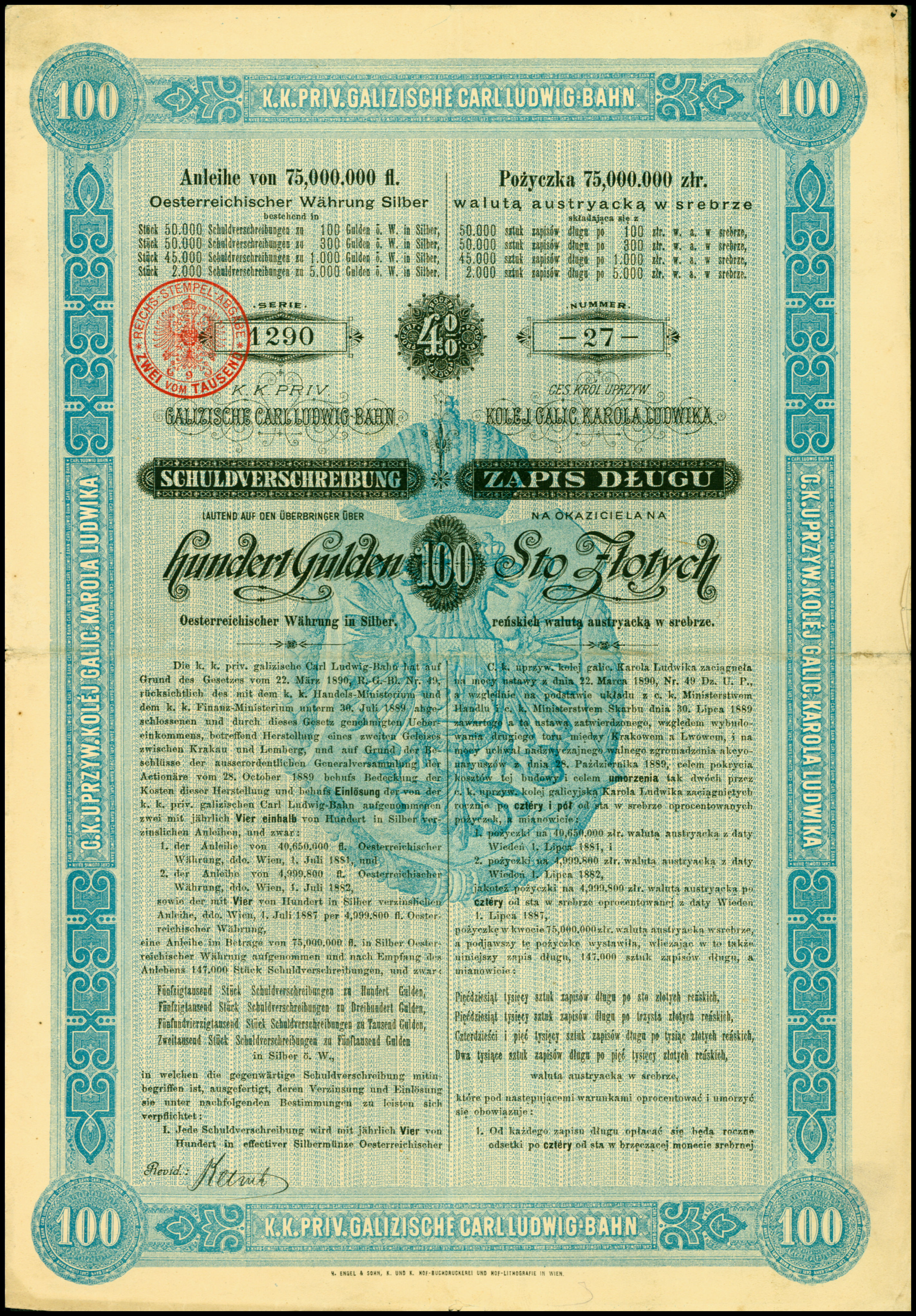
Bon de cent FLorins de 1890 à 4%.

- Cracovie à Dębica de 110 km ouvert en 1856.
- 1858 s'ajoutaient les tronçons Poldeze à Niepołomice, puis Dębica à Rzeszów.
- 1859 le tronçon Rzeszów à Przeworsk.
- 1860 le tronçon Przeworsk à Przemyśl.
- 1861 le tronçon de Przemyśl à Lemberg.
- 1869 le tronçon 
  - Lemberg à Krasne et Zolotchiv
  - et Krasne à Brody.
- 1871 le tronçon Zolotchiv à Pidvolotchysk via Tarnopol.
- 1873 le tronçon Brody à Radyvyliv.
- 1884 le tronçon Sokal à Jaroslaw.

La CLB a été nationalisée le 1er janvier 1892, ce qui a entraîné le transfert de ses lignes et de son matériel roulant au kkStB.

## Des gares en images

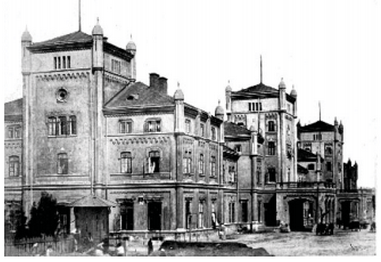
La gare Archiduc Charles à Lemberg en 1894.
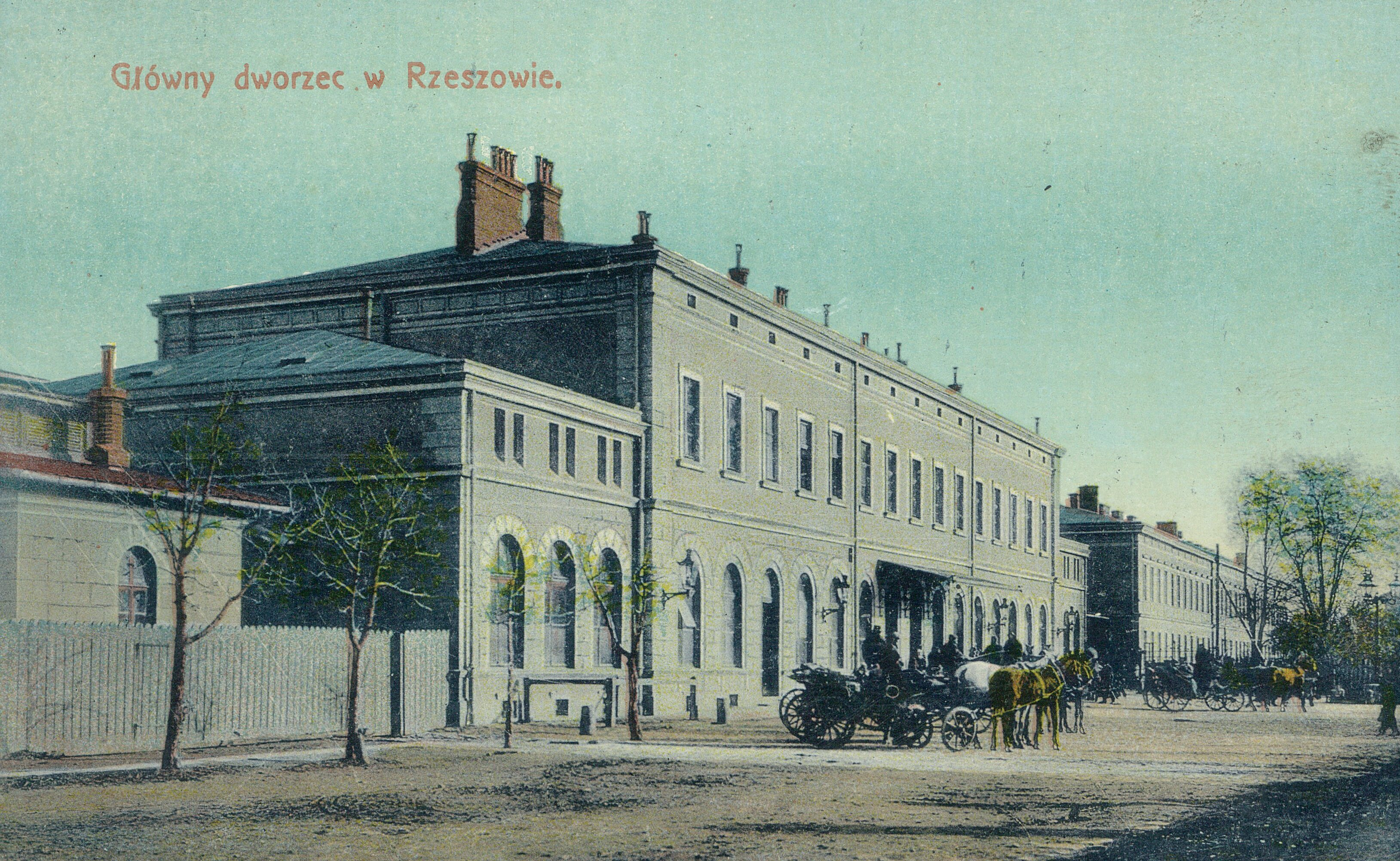
La gare de Rzeszów vers 1910.
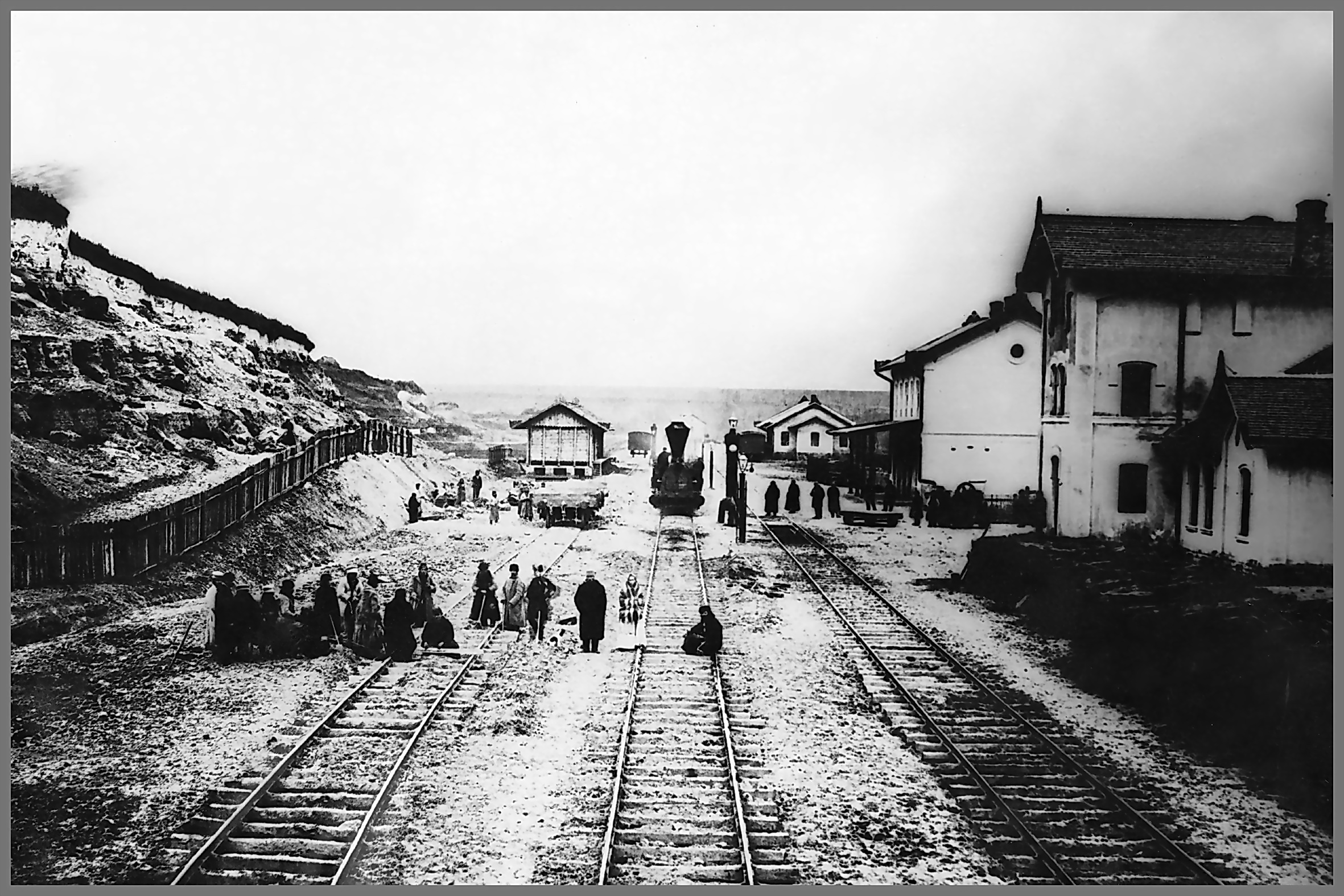
La gare de Velyki Birky à la fin du XIXe siècle.
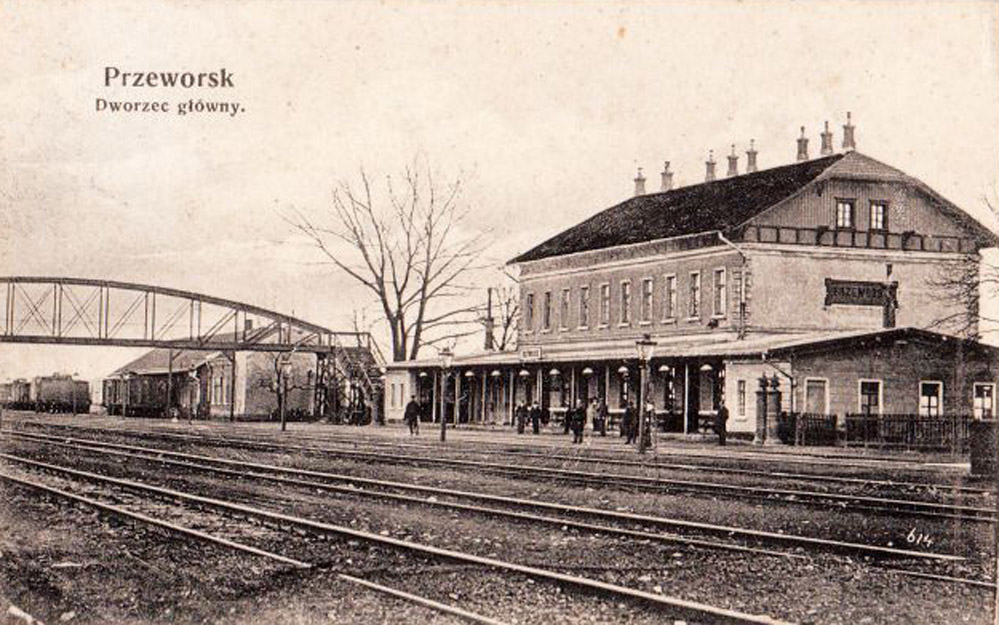
La gare de Przeworsk en 1908.
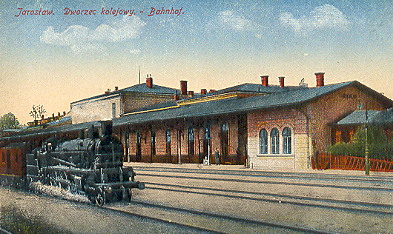
La gare de Jarosław en 1914.
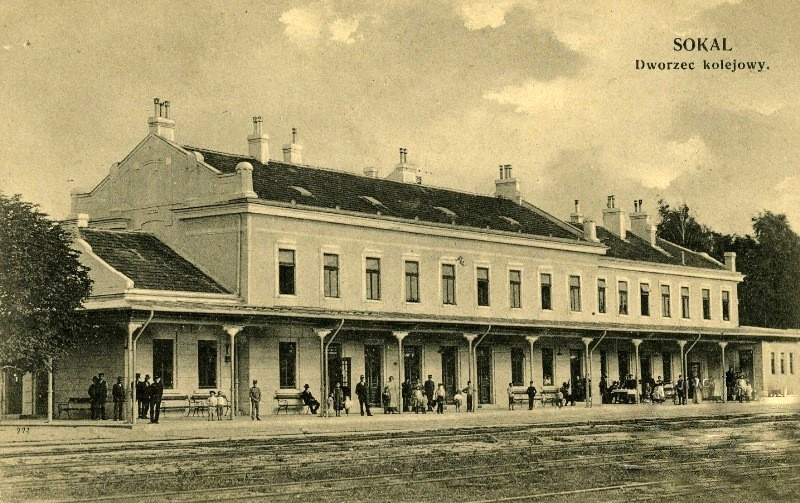
La gare de Sokal.
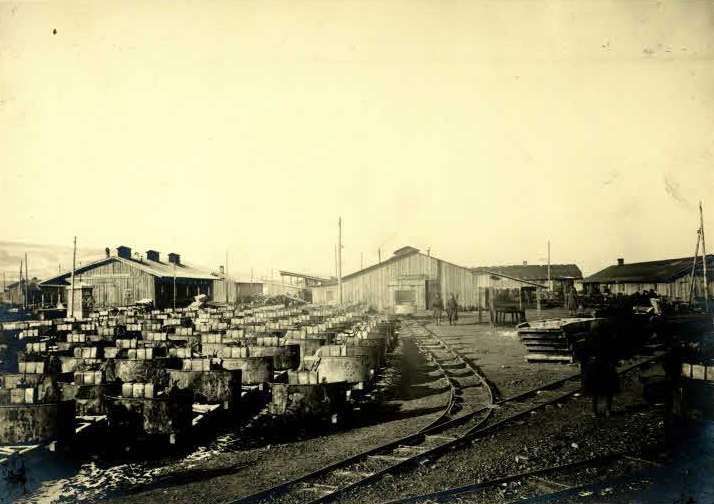
Zolotchiv pendant la Première Guerre mondiale.